# Franz Werner Bobe
Franz Werner Bobe (22. února 1902, Höckendorf u Drážďan – 16. dubna 1947, Praha – Věznice Pankrác) byl německý katolický kněz a člen řádu maltézských rytířů.
Za druhé světové války působil v Praze a byl horlivým spolupracovníkem církevního oddělení pražského gestapa, kterému podával informace z církevního prostředí, někdy při tom i porušoval zpovědní tajemství.
Po válce byl odsouzen k smrti a popraven.

## Život
22. února 1902 se narodil v Hockendorfu u Drážďan německému otci a české matce. V roce 1923 složil maturitu na gymnáziu v Drážďanech, poté studoval filosofii a teologii v Halle, Würzburgu, Římě a Vídni.
V roce 1930 vstoupil do noviciátu řádu maltézských rytířů v Praze, v roce 1932 byl vysvěcen na kněze, v letech 1933–1937 působil v Praze jako kaplan u Panny Marie Vítězné.
V roce 1935 se stal podpřevorem řádu, o dva roky získal jurisdikci převora a další dva roky později jej generální vikář katolických řádů jmenovaný Piem XI. jmenoval převorem. Jmenování se setkalo s odporem velké části českého velkopřevorství v čele s titulárním velkopřevorem kardinálem Kašparem a jeho právoplatnost byla zpochybněna s tím, že dotyčný biskup již po smrti Pia XI. nedisponoval patřičnými pravomocemi. Bobe přesto úřad vykonával, potvrzení svého jmenování se ale dočkal až v roce 1941 po kardinálově smrti.

### Protektorát
Roku 1939 se Bobe stal placeným konfidentem pražského gestapa, v roce 1940 vstoupil do NSDAP a přijal říšskoněmecké státní občanství. Jako expert na církevní problematiku se stal předním spolupracovníkem vedoucího církevního oddělení Kurta Oberhausera v hodnosti důvěrníka (V-manna) a patřil mezi nejnebezpečnější donašeče gestapa. Systematicky (téměř denně) podával zprávy o smýšlení konkrétních duchovních, které posloužily gestapu jako podklad k jejich perzekuci. Zvláštní zájem mělo gestapo o zprávy z prostředí vysokého duchovenstva, které Bobe ochotně obstarával. Donášel i na kardinála Kašpara, který jej suspendoval.
Bobe neváhal vyzrazovat i obsah zpovědního tajemství. Obětí byli zejména pražští Němci, ale mj. i k smrti odsouzený pražský primátor dr. Otakar Klapka, kterého „vyzpovídal“ před popravou. Pro gestapo a SD pracoval i jako provokatér: Plnil pro ně zřejmě i úkoly v zahraničí, kam za peníze gestapa vyjížděl. Za své služby byl bohatě placen a odměňován příděly alkoholu a cigaret.
Po atentátu na Heydricha opatřil Bobe pro gestapo plány kostela sv. Cyrila a Metoděje v Resslově ulici, čímž usnadnil zákrok vůči atentátníkům. Asistoval při zatčení a výslechu pravoslavného biskupa Gorazda a kaplana ThDr. Vladimíra Petřeka . Za to vše byl odměněn částkou 100 000 korun.
V roce 1942 byl jmenován arcibiskupským konzistorním radou a arcibiskupským městským vikářem. Koncem listopadu 1942 si v Římě nechal zhotovit sadu pontifikálních oděvů příslušejících hodnosti biskupa. Z toho lze soudit, že chtěl dosáhnout svého jmenování na svatovojtěšský stolec, který se uprázdnil smrtí kardinála Kašpara. Podle J. Machuly mu patrně německé úřady přislíbily v této věci podporu a je možné, že právě za účelem zvýšení Bobeho šancí byli gestapem odstraněni dva přední kandidáti na arcibiskupský trůn, kanovníci Antonín Bořek-Dohalský a Otto Lev Stanovský.
V práci pro gestapo byl aktivní až do konce války.
V roce 1940 nechal jako dar pro Josepha Goebbelse z Velkopřevorského paláce odvézt šest vzácných gobelínů, které po válce již nebyly nalezeny.

### Konec života
16. dubna 1947 byl odsouzen k trestu smrti a popraven v pankrácké věznici.

## Některé z obětí
- generál duchovní služby čs. armády Metoděj Kubáň[7]
- pražský primátor dr. Otakar Klapka[3]
- kanovník Antonín Bořek-Dohalský[3]
- ThDr. Vladimír Petřek[5]
- pravoslavný biskup Gorazd[3]
- Jan Schmidl[4]
- Antonín Gebert[4]
- Augustin Schubert, augustiniánský převor a vzdělavatel Orla[7]
- Josef Zvěřina[9]
- Jan Pauly[9]